# Оменья
Оме́нья (итал. Omegna) — коммуна в Италии, располагается в области Пьемонт, подчиняется административному центру Вербано-Кузио-Оссола.
По данным Национального института статистики, население коммуны составляло, на 01.01.2023 года, 14 294 человека, плотность населения — 470,63 чел./км². Площадь коммуны составляет 30,37 км². 
Почтовый индекс — 28887. Телефонный код — 0323.
Покровителем коммуны почитается святой Вит, день памяти ─ последнее воскресенье августа.

## Климат
Согласно климатической классификации итальянских муниципалитетов, Оменья входит в климатическую зону Е, количество градусо-дней составляет 2688.

## Население
Название жителей — оменьези (итал. omegniesi).
Оменья является третьим по величине муниципалитетом в провинции Вербано-Кузио-Оссола по численности постоянного населения.

### Национальный состав
По данным Национального института статистики на 01.01.2022 года на территории коммуны проживало 14 503 человека, из них 872 — были иностранными гражданами, что составило 6% от всего населения коммуны.
Этнический состав населения коммуны на 01.01.2022
| Национальность | Численность человек | Доля в % |
| -------------- | ------------------- | -------- |
| Итальянцы      | 13631               | 94,0     |
| Марокканцы     | 175                 | 1,2      |
| Украинцы       | 174                 | 1,2      |
| Сенегальцы     | 107                 | 0,7      |
| Китайцы        | 59                  | 0,4      |
| Румыны         | 54                  | 0,4      |
| Албанцы        | 50                  | 0,3      |
| Египтяне       | 29                  | 0,2      |
| Кубинцы        | 26                  | 0,2      |
| Тунисцы        | 24                  | 0,2      |
| Другие         | 174                 | 1,2      |
| Итого          | 14503               | 100      |

На 01.01.2023 года население коммуны составляет 14 294 человека, плотность населения — 470,63 чел./км².

## Города-побратимы
- Лоди, Италия

## Известные уроженцы
- Джанни Родари (1920—1980) — итальянский детский писатель и журналист[4].

## Администрация коммуны
В 1992 году коммуна Оменья перешла из провинции Новара в провинцию Вербано-Кузио-Оссола.
Главой коммуны является мэр Даниэле Берио (итал. Daniele Berio), с 15 мая 2023 года.